# 莱艾 (卢瓦-谢尔省)
莱艾（法語：Les Hayes，法語發音：[le ɛ]）是法国卢瓦-谢尔省的一个市镇，属于旺多姆区。

## 地理
莱艾（47°42'55"N, 0°46'37"E）面积15.71 平方千米，位于法国中央-卢瓦尔河谷大区卢瓦-谢尔省，该省份为法国中北部省份，北起厄尔-卢瓦省，东北接卢瓦雷省，东南接谢尔省，南至安德尔省，西南接安德尔-卢瓦尔省，西北接萨尔特省。
与莱艾接壤的市镇（或旧市镇、城区）包括：莱塞米特、蒙特鲁沃、圣马丹德布瓦、泰尔奈。

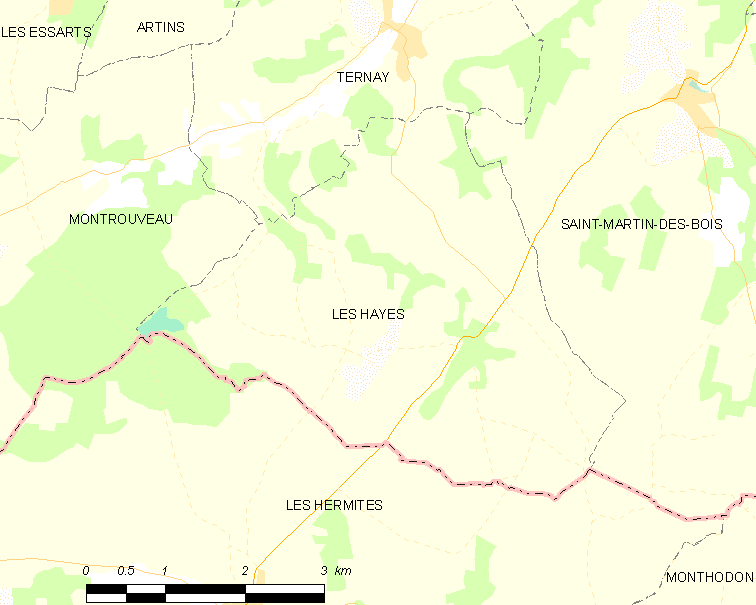
的OSM定位图

莱艾的时区为UTC+01:00、UTC+02:00（夏令时）。

## 行政
莱艾的邮政编码为41800，INSEE市镇编码为41100。

## 政治
莱艾所属的省级选区为卢瓦河畔蒙图瓦尔县。

## 人口

1962-2008年间人口变化图示

莱艾于2022年1月1日时的人口数量为172人。